# Cantone di Renaison
Il Cantone di Renaison è una divisione amministrativa dell'Arrondissement di Roanne.
È stato costituito a seguito della riforma approvata con decreto del 26 febbraio 2014, che ha avuto attuazione dopo le elezioni dipartimentali del 2015.

## Composizione
Comprende i 36 comuni di:
- Ambierle
- Arcon
- Champoly
- Changy
- Chausseterre
- Cherier
- Cremeaux
- Le Crozet
- Juré
- Lentigny
- Noailly
- Les Noës
- Ouches
- La Pacaudière
- Pouilly-les-Nonains
- Renaison
- Sail-les-Bains
- Saint-Alban-les-Eaux
- Saint-André-d'Apchon
- Saint-Bonnet-des-Quarts
- Saint-Forgeux-Lespinasse
- Saint-Germain-Lespinasse
- Saint-Haon-le-Châtel
- Saint-Haon-le-Vieux
- Saint-Jean-Saint-Maurice-sur-Loire
- Saint-Just-en-Chevalet
- Saint-Marcel-d'Urfé
- Saint-Martin-d'Estréaux
- Saint-Priest-la-Prugne
- Saint-Rirand
- Saint-Romain-d'Urfé
- Saint-Romain-la-Motte
- La Tuilière
- Urbise
- Villemontais
- Vivans